# Giuseppe Anfossi

Wappen von Giuseppe Anfossi

Giuseppe Anfossi (französisch oft Joseph Anfossi aufgrund des Bilingualismus italienisch/französisch im Aostatal; * 7. März 1935 in Enneberg) ist emeritierter Bischof von Aosta.

## Leben
Giuseppe Anfossi empfing am 28. Juni 1959 das Sakrament der Priesterweihe und wurde in den Klerus des Erzbistums Turin inkardiniert. Papst Johannes Paul II. ernannte ihn am 30. Dezember 1994 zum Bischof von Aosta.
Die Bischofsweihe spendete ihm der Erzbischof von Turin, Giovanni Kardinal Saldarini, am 22. Januar des nächsten Jahres; Mitkonsekratoren waren Ovidio Lari, Altbischof von Aosta, und Severino Poletto, Bischof von Asti.
Am 9. November 2011 nahm Papst Benedikt XVI. das von Giuseppe Anfossi aus Altersgründen vorgebrachte Rücktrittsgesuch an.